# 哈特姆·查比斯
哈特姆·查比斯（阿拉伯语：حاتم الطرابلسي、Ḥātem Ṭrabelsī，1977年1月25日—），出生在阿里亞納，是一名突尼西亞足球員，司職右閘或中場。他曾效力過CS斯法克斯人、阿積士和曼城這幾間球會以及3次代表突尼西亞出戰世界盃，他總共代表突尼西亞上陣了61場賽事並於2006年退出國家隊。

## 球會生涯
查比斯在斯法克斯長大並在CS斯法克斯人展開其足球生涯，他最初是出任前鋒的。由於CS斯法克斯人有些球員受傷而缺陣的關係，使他客串右閘的位置，導致他以防守為先，最終變成了球隊的常規右閘。2001年，他前往歐洲加盟荷蘭球會阿積士。
2004年季前，查比斯曾獲阿仙奴領隊阿仙尼·雲加提供試訓機會。表面上看，他使阿仙奴留下深刻印象，而阿積士亦與阿仙奴在轉會費的問題上達成共識。隨著這次轉會看來快要發生，甚至連Winning Eleven 8在遊戲中也將他列入阿仙奴的球員名單中，然而，他最終因私人理由而從未有與阿仙奴簽約，並很快回到阿積士。
2006年，有數個英格蘭球會希望買入查比斯，最終他在8月10日免費轉會至曼城。由於，他受傷和工作證的問題，使他在加盟一個月後一直未能代表球會上陣，最終他在9月11日對雷丁的賽事中後備入替而首次亮相。
截至2006年12月，查比斯多數以中場身份代表曼城上陣。雖然，他在對曼聯的曼徹斯特打吡戰中以左腳射破對方門將埃德文·雲達沙的十指關而攻入其首球，不過球隊仍然以1-3的比分不敵對手。查比斯的位置卻逐漸被米卡·李察士和內姆·奧奴夏所取代。他自3月以1-0的比分擊敗紐卡素的賽事後便再沒有上陣過一場賽事，最終他在球季結束後被曼城放棄。
2007年，雖然有數間球會希望他加盟，其中包括法國球會勒芒和意大利球會拉素，不過最終並未有成事。據稱，他亦曾前往科羅拉多急流和華盛頓聯隊試腳。
雖然，他沒有明確計劃重返球場，不過他在2009/10球季卻計劃修讀教練課程。

## 國際賽生涯
1998年5月，他在1998年世界盃前夕首次代表突尼西亞上陣。他代表突尼西亞隊出戰了2002年世界盃、2006年世界盃和2004年非洲國家盃的全部賽事，並協助突尼西亞隊贏得其中的非洲國家盃。隨著突尼西亞隊在2006年世界盃以0-1的比分敗給烏克蘭後，當時29歲的查比斯宣佈退出國家隊，他總共代表突尼西亞隊上陣了61場及攻入1球 。

## 踢球風格
由於曾經擔任翼鋒的關係，所以查比斯是屬於攻擊型後衛。儘管，突尼西亞隊並沒有受到外界高度重視，不過相比起大部分其他突尼西亞國腳，他的形象比較突出，並且在2006年世界盃期間被形容為突尼西亞的星級球員。他最強的特質是他的速度和靈活性，但批評者有時會質疑他的信用。

## 外部連結
- 足球数据库：哈特姆·查比斯的球员统计数据